# 南水元
南水元（みなみみずもと）は、東京都葛飾区の地名。現行行政地名として南水元一丁目から四丁目。住居表示実施済区域。

## 地理
葛飾区北部、水元地域の南部に位置する。北で水元一丁目・三丁目・西水元一丁目、北東で東水元一丁目・三丁目、南西で東金町二丁目、南で新宿六丁目、西で中川を挟んで対岸に足立区中川と接する。町域内は直線状の道路が格子状に整備された町並みが見られる。地区の西辺を南北に流れる中川には飯塚橋が架かり、対岸の足立区中川・大谷田と連絡している。

### 地価
住宅地の地価は、2025年（令和7年）1月1日の公示地価によれば、南水元4-23-4の地点で30万円/m2となっている。

## 歴史

### 地名の由来
旧来の「水元村」に由来。

## 世帯数と人口
2023年（令和5年）1月1日現在（東京都発表）の世帯数と人口は以下の通りである。
| 丁目         | 世帯数    | 人口     |
| ------------ | --------- | -------- |
| 南水元一丁目 | 1,805世帯 | 3,485人  |
| 南水元二丁目 | 1,336世帯 | 2,792人  |
| 南水元三丁目 | 1,654世帯 | 3,853人  |
| 南水元四丁目 | 1,684世帯 | 3,517人  |
| 計           | 6,479世帯 | 13,647人 |

### 人口の変遷
国勢調査による人口の推移。
| 年                 | 人口   |
| ------------------ | ------ |
| 1995年（平成7年）  | 13,016 |
| 2000年（平成12年） | 12,766 |
| 2005年（平成17年） | 13,964 |
| 2010年（平成22年） | 14,058 |
| 2015年（平成27年） | 13,718 |
| 2020年（令和2年）  | 13,458 |

### 世帯数の変遷
国勢調査による世帯数の推移。
| 年                 | 世帯数 |
| ------------------ | ------ |
| 1995年（平成7年）  | 4,592  |
| 2000年（平成12年） | 4,875  |
| 2005年（平成17年） | 5,479  |
| 2010年（平成22年） | 5,696  |
| 2015年（平成27年） | 5,659  |
| 2020年（令和2年）  | 5,841  |

## 学区
区立小・中学校に通う場合、学区は以下の通りとなる（2021年4月時点）。
| 丁目         | 番地                     | 小学校               | 中学校             |
| ------------ | ------------------------ | -------------------- | ------------------ |
| 南水元一丁目 | 8～9番 16～17番 24～31番 | 葛飾区立飯塚小学校   | 葛飾区立金町中学校 |
| 南水元一丁目 | 1〜7番 10〜15番 18〜23番 | 葛飾区立飯塚小学校   | 葛飾区立葛美中学校 |
| 南水元二丁目 | 全域                     | 葛飾区立飯塚小学校   | 葛飾区立葛美中学校 |
| 南水元三丁目 | 6番                      | 葛飾区立原田小学校   | 葛飾区立金町中学校 |
| 南水元三丁目 | 1〜5番 7番               | 葛飾区立花の木小学校 | 葛飾区立金町中学校 |
| 南水元四丁目 | 全域                     | 葛飾区立花の木小学校 | 葛飾区立水元中学校 |

## 事業所
2021年（令和3年）現在の経済センサス調査による事業所数と従業員数は以下の通りである。
| 丁目         | 事業所数  | 従業員数 |
| ------------ | --------- | -------- |
| 南水元一丁目 | 94事業所  | 505人    |
| 南水元二丁目 | 81事業所  | 507人    |
| 南水元三丁目 | 12事業所  | 215人    |
| 南水元四丁目 | 96事業所  | 738人    |
| 計           | 283事業所 | 1,965人  |

### 事業者数の変遷
経済センサスによる事業所数の推移。
| 年                 | 事業者数 |
| ------------------ | -------- |
| 2016年（平成28年） | 301      |
| 2021年（令和3年）  | 283      |

### 従業員数の変遷
経済センサスによる従業員数の推移。
| 年                 | 従業員数 |
| ------------------ | -------- |
| 2016年（平成28年） | 1,677    |
| 2021年（令和3年）  | 1,965    |

## 交通

### バス
京成バス
- 金01 アイリスループ・南水元循環（二丁目中央・飯塚小学校入口経由、金町駅北口行き）

東武バスセントラル
- 有36 亀有駅北口 - （中途略） - 葛飾清掃工場 - 南水元 - 水元総合スポーツセンター
- 綾37 綾瀬駅 - （中途略） - 葛飾清掃工場 - 南水元 - 水元総合スポーツセンター

### 道路
道路
- 東京都道501号王子金町市川線

橋梁
- 飯塚橋
- 中川水管橋

## 施設
教育
- 葛飾区立飯塚小学校
- 葛飾区立花の木小学校
- 葛飾区立金町中学校
- 東京都立葛飾総合高等学校
- 東京都立本所工科高等学校

文化
- 水元社会教育館

## 史跡・寺社
- 冨士神社

## 出身・ゆかりのある人物
- 中江滋樹（投資ジャーナル会長） - 晩年は南水元の2階建てアパートで暮らしていた。

## その他

### 日本郵便
- 郵便番号 : 125-0035[4]（集配局 : 葛飾新宿郵便局[17]）。